# 伊勢やすらぎ公園
座標: 北緯34度28分35.8秒 東経136度41分49.2秒 / 北緯34.476611度 東経136.697000度

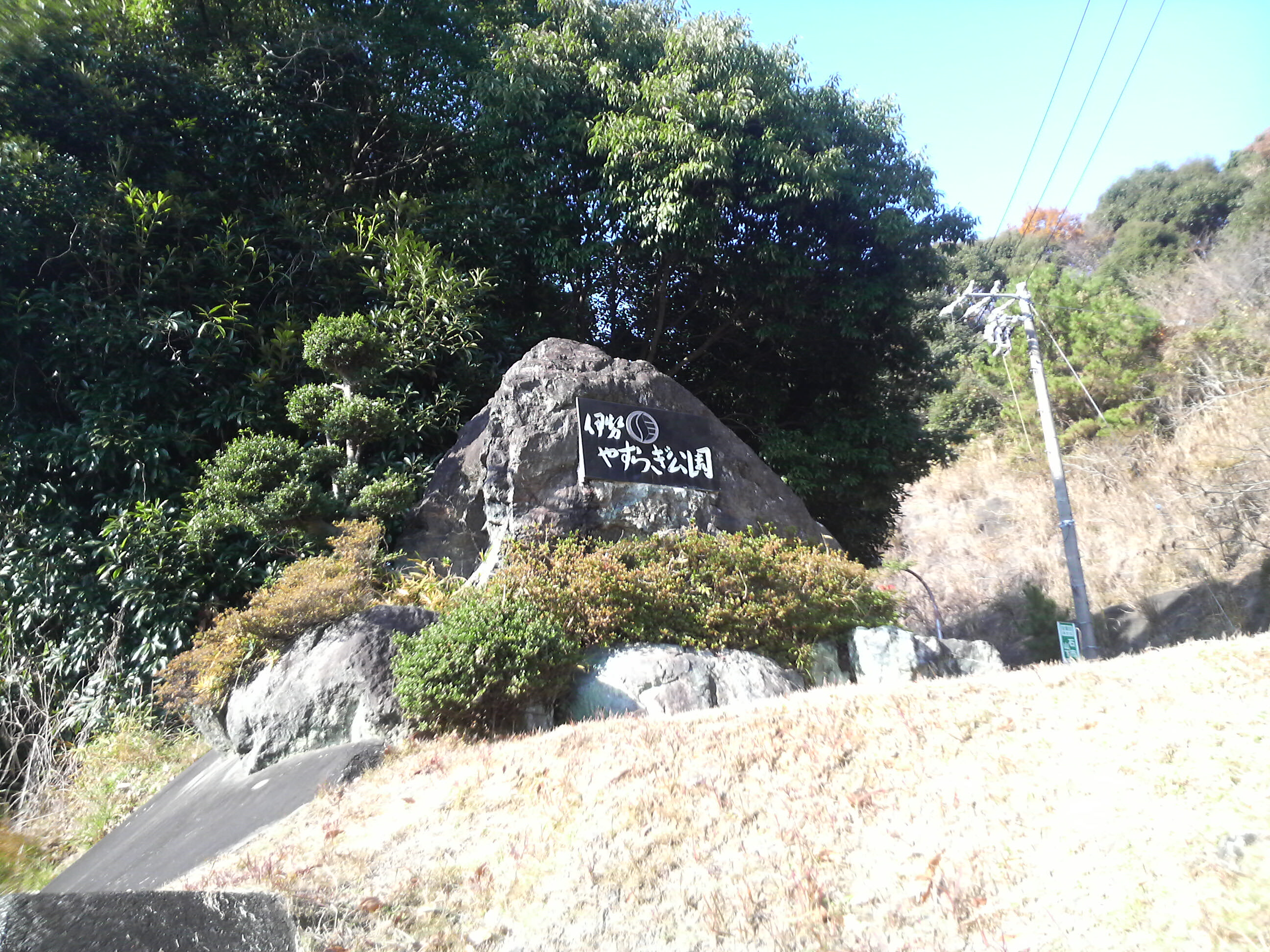
公園入り口にある石碑（2008年12月撮影）

伊勢やすらぎ公園（いせやすらぎこうえん）は三重県伊勢市にある公園墓地。

## 沿革
財団法人伊勢市霊園公社（1973年設置）が管理する墓園で、伊勢神宮外宮の南側に位置しており、敷地面積は約21万5千平方メートル、約7,500区画の墓地からなる。園内には1,200本の桜をはじめとした木々が数多く植えられている。神道史を専門とした歴史学者・久保田収の墓地なども置かれている。

## 所在地
- 三重県伊勢市旭町444-1

### アクセス
- 自家用車
  - 伊勢自動車道 伊勢西インターチェンジから約10分
- 公共交通機関
  - JR東海 参宮線
  - 近鉄 山田線
    - 伊勢市駅

  - 近鉄 山田線・鳥羽線
    - 宇治山田駅

上記駅よりシャトルバスあり。

## 周辺
- 墓園に隣接し、「伊勢市やすらぎ公園プール」がある。1979年に建設。以前は雇用・能力開発機構が所有する「伊勢勤労者体育センター」（通称：やすらぎ公園プールまたは勤労者プール）であったが、2003年に伊勢市が譲り受け伊勢市営のプールとなった。老朽化に伴い2009年限りで閉鎖の予定であったが、市民からの存続要望などもあり、あと1年間は閉鎖凍結し継続することを決めた。
- 伊勢市立宮山小学校
- みややま保育園